# الخطوط الجوية السنغافورية الرحلة 321

مسار الرحلة

في 21 مايو 2024، تعرضت طائرة بوينج 777-312ER تابعة لشركة الخطوط الجوية السنغافورية الرحلة 321، المتجهة من مطار لندن هيثرو إلى مطار شانغي سنغافورة وعلى متنها 229 راكبًا، لاضطرابات شديدة فوق ميانمار، مما أسفر عن وفاة شخص واحد وإصابة 104 آخرين. وعقب ذلك هبطت الطائرة اضطراريا في مطار سوفارنابومي الدولي في بانكوك. كان هذا أول حادث طيران مميت لشركة الخطوط الجوية السنغافورية منذ تحطم الرحلة 006 في عام 2000 وأول حادث مميت لطائرة بوينج 777 منذ رحلة طيران الإمارات رقم 521 في عام 2016.

## الطائرة
الطائرة المعنية هي طائرة بوينج 777-312ER عمرها 16، مسجلة باسم 9V-SWM، برقم تسلسلي للشركة المصنعة 34578 ورقم الخط 701، مجهزة بمحركين من طراز GE90-115B من إنتاج شركة جنرال إلكتريك وسلمت إلى الخطوط الجوية السنغافورية في فبراير 2008.    كانت واحدة من طائرتين من طراز بوينج 777-300ER تابعة لشركة الخطوط الجوية السنغافورية التي حولت مؤقتًا إلى طائرات شحن في عام 2020، حيث استغلت شركة الطيران الشحن كمصدر دخل بديل وسط انخفاض الطلب من الركاب أثناء جائحة كوفيد-19.  

## الحادثة
واجهت طائرة بوينج 777-312ER اضطرابات شديدة في حوالي الساعة 07:49 بالتوقيت العالمي المنسق في 21 مايو 2024 (14:19 بالتوقيت المحلي )  فوق حوض إيراوادي في ميانمار، على بعد حوالي 360 ميل بحري (667 كـم؛ 414 ميل) من بانكوك .   كان أفراد طاقم الطائرة يقدمون وجبة الإفطار  عندما أصبحت الاضطرابات شديدة بما فيه الكفاية لأن يسبب تطاير الركاب والأشياء غير المؤمنة في الهواء داخل المقصورة.   قال بعض الركاب إن إشارة "ربط حزام الأمان" اشتغلت في وقت متأخر جدًا لمنع الإصابات.  وأظهرت بيانات التتبع أن الطائرة كانت على ارتفاع 37,000 قدم (11,278 م) في ذلك الوقت.
توفي أحد الركاب وأصيب 104 آخرون،  منهم 20 في العناية المركزة، وكانت الوفاة الوحيدة لرجل بريطاني يبلغ من العمر 73 عامًا وكان مسافرًا مع زوجته، ونقل إلى المستشفى.  كان الرجل يعاني من مرض في القلب وتوفي بسبب نوبة قلبية مشتبه بها.   وكان على متن الطائرة على الأقل خمسة أفراد من الطاقم الطبي، أربعة أطباء وممرضة، كركاب وقاموا برعاية المصابين على الرغم من تعرضهم لإصابات أثناء الاضطرابات.   كما أصيب خمسة عشر بريطانيًا،  واثنا عشر أستراليًا،  وتسعة ماليزييين،  وخمسة فلبينيين،  وأربعة نيوزيلنديين، وسنغافوريين اثنين، وهونج كونجي واحد.   وكان أكبر شخص يتلقى العلاج رجلاً يبلغ من العمر 83 عامًا.  جرى علاج معظم الإصابات من الكسور بما في ذلك الفقرات والجمجمة، فضلاً عن الأضرار الداخلية في الدماغ والحبل الشوكي وأعضاء أخرى.  وتظهر الصور أن أقنعة الأكسجين كانت معلقة بعد تعرض أجزاء من داخل الطائرة للتلف.   كان هذا الحادث أول حادث طيران مميت لشركة الخطوط الجوية السنغافورية منذ تحطم الرحلة 006 في عام 2000 وأول حادث مميت يتعلق بطائرة بوينج 777-300ER. 
أشارت التحقيقات الأولية إلى أن الرحلة شهدت تغيرات سريعة في القوة الرأسية وانخفاضًا في الارتفاع بنحو 177 قدم (54 م)  وحولت الرحلة بعد ذلك إلى بانكوك ، حيث هبطت اضطراريا في الساعة 15:45 بالتوقيت المحلي.    أرسلت الخطوط الجوية السنغافورية رحلة إغاثة حملت 131 راكبًا و12 فردًا من أفراد الطاقم إلى سنغافورة في صباح اليوم التالي.  

## التحقيق
عثر المحققون من مكتب تحقيقات سلامة النقل (TSIB) على البيانات من كل من مسجل بيانات الرحلة (FDR) ومسجل صوت قمرة القيادة (CVR).    
كما ورد أن مجلس سلامة النقل الوطني الأمريكي أرسل ممثلًا معتمدًا وأربعة مستشارين فنيين لدعم عملية التحقيق حيث أن الحادث يتعلق بطائرة أمريكية الصنع. 
تستند التحقيقات الأولية التي أصدرها مكتب التحقيقات الفيدرالي في 29 مايو 2024 إلى التحليل الأولي لـ FDR و CVR، وقد كشف ذلك عن أن الاضطرابات حدثت لأول مرة في الساعة 07:49:21 بالتوقيت العالمي المنسق، حيث تعرضت الطائرة لقوى رأسية إيجابية تتقلب بين 0.44G و1.57G لمدة 19 ثانية تقريبًا، مع زيادة غير مقصودة في ارتفاع الطائرة إلى 37,362 قدم (11,388 م)، تسبب الاضطراب في اهتزاز الطائرة. وجرى تشغيل الطيار الآلي، مما أدى إلى إنزال الطائرة إلى الأسفل للعودة إلى 37,000 قدم (11,278 م) . وكان هناك أيضًا زيادة غير مقصودة في سرعة الهواء، الأمر الذي دفع الطيارين إلى تمديد مكابح السرعة لمواجهتها. في الساعة 07:49:32 بالتوقيت العالمي المنسق، أعلن أحد الطيارين أن إشارات ربط حزام الأمان قد جرى تشغيلها. في الساعة 07:49:40 بالتوقيت العالمي المنسق، شهدت الطائرة انخفاضًا في التسارع الرأسي من +1.35G إلى -1.5G في غضون 0.6 ثانية، وهو ما تسبب على الأرجح في ارتفاع الركاب الذين لم تكن أحزمة مقاعدهم مربوطة في الهواء. في الساعة 07:49:41 بالتوقيت العالمي المنسق، تغير التسارع الرأسي من -1.5G إلى +1.5G في 4 ثوانٍ، وهو ما كان من شأنه أن يتسبب في تطاير الركاب في الجو.
خلال هذا التسلسل الذي استغرق 4.6 ثانية، سجلت الطائرة انخفاضا من ارتفاع 37,362 قدم (11,388 م) إلى 37,184 قدم (11,334 م)، بفارق 178 قدم (54.3 م). قام الطيارون بالتحكم بالطائرة يدويًا لمدة 21 ثانية لتثبيت الطائرة وأعادوا تشغيل الطيار الآلي في الساعة 07:50:05 بالتوقيت العالمي المنسق. عادت الطائرة إلى ارتفاعها المحدد وهو 37000 قدم في الساعة 07:50:23 بالتوقيت العالمي المنسق. من المرجح أن تكون الزيادة غير المقصودة في سرعة الهواء والارتفاع ناجمة عن تيار هوائي صاعد . ولم يتم مواجهة أي اضطرابات شديدة أخرى في الرحلة المتبقية إلى بانكوك.

## ردود الفعل
بعد الحادثة، أعلنت الخطوط الجوية السنغافورية على أنها ستعمل على تعديل إجراءات خدمة المقصورة الخاصة بها. بالإضافة إلى تعليق خدمة المشروبات الساخنة عند وجود علامة حزام الأمان، إضافة إلى تعليق خدمة الوجبات، مع استمرار السياسة الحالية لأفراد الطاقم بتأمين جميع العناصر والمعدات السائبة في المقصورة أثناء الظروف الجوية السيئة. عرضت شركة الطيران دفع تعويضات قدرها 10000 دولار للضحايا الذين يعانون من إصابات طفيفة و"دفعة مقدمة" قدرها 25000 دولار للمصابين بجروح خطيرة بالإضافة إلى مزيد من المفاوضات لتلبية "ظروفهم الخاصة". كما عرضت استرداد كامل الأجرة و1000 دولار سنغافوري لجميع الركاب على متن الطائرة لتغطية النفقات الفورية والترتيبات اللازمة لأقاربهم للسفر إلى بانكوك عند الطلب.
في 22 مايو 2024، اعتذر الرئيس التنفيذي لشركة الخطوط الجوية السنغافورية جو تشون فونج عما حدث على متن الرحلة SQ321 وأعرب عن تعازيه بينما تعهد بالتعاون الكامل مع التحقيق الجاري. كما قدم رئيس الوزراء السنغافوري لورانس وونغ  والرئيس ثارمان شانموغاراتنام التعازي. 
سمح للطائرة التي تعرضت للحادث بعد ذلك بمواصلة الطيران، وعادت إلى سنغافورة في 26 مايو.   ثم أكملت فحص طيران وظيفي في 23 يوليو استعدادًا للعودة إلى الخدمة.  في 27 يوليو، عادت الطائرة إلى الخدمة واستأنفت عملياتها، حيث حلقت من سنغافورة إلى شنغهاي الرحلة رقم SQ830. صرح متحدث باسم الخطوط الجوية السنغافورية أن الطائرة "استوفت أيضًا متطلبات السلامة التي وضعها مصنع الطائرات، واجتازت فحوصات السلامة الصارمة التي أجرتها فرق الهندسة وعمليات الطيران التابعة للخطوط الجوية السنغافورية، وأكملت بنجاح رحلة اختبار وظيفية قبل عودتها إلى الخدمة". 